# Mannaz
Mannaz A/S er en konsulent- og kursusvirksomhed med skandinaviske rødder inden for lederudvikling, projektledelse, personlig udvikling, procesoptimering m.m. med cirka 100 medarbejdere på kontorer i København, Aarhus, Malmö og London, samt over 300 associerede undervisere og konsulenter verden over.
Virksomheden blev grundlagt som Danske Ingeniørers Efteruddannelse i 1975 og skiftede i 2008 navn til Mannaz (fra DIEU), der er gammelt nordisk for menneske. Fagforbundet IDA ejer 85-90 procent af aktierne i virksomheden, mens resten ejes af virksomheden selv.
Mannaz er delt op i to forretningsenheder: Consultancy og Learning.